# 8-см польова гармата М.5
8-см польова гармата М.5 (8 cm FK M. 5) — польова гармата виробництва Австро-Угорщини з дійсним калібром 76,5 мм, що активно застосовувалася у першій світовій війні, українсько-польській війні 1918—1919, а також в інших конфліктах учасниками яких були держави, що входили до складу Австро-Угорщини. Мала стандартний для польових гармат Першої світової війни дизайн.

## Особливості технології виробництва
Особливою рисою гармати було сталево-бронзове дуло. Причиною такого технічного рішення була нестача високоякісної гарматної сталі, внаслідок чого було потрібно використовувати альтернативні матеріали для масової польової гармати сухопутних військ. Відмова від бронзи як матеріалу для стволів артилерії відбулася ще наприкінці 70-х років XIX ст. (дещо пізніше ніж поява нарізної артилерії з казенним заряджанням. Однак в період, коли сталь все ще була дорогою, а сталеві гарматні стволи оброблялися дуже важко, була винайдена так звана «стале-бронза». Загалом це був звичайний артилерійський метал, відомий ще з давніх часів, а секрет міцності таких сталевобронзових стволів полягав у технології обробки. Через розсверлений канал ствола послідовно проганялися пуансони дещо більшого діаметра, ніж сам ствол. В результаті відбувався осад металу, його ущільнення, внутрішні шари металу ставали набагато міцнішими. Ця технологія знайшла широкий вжиток у Австро-Угорщині, стволи гармати М.5 та деяких інших типів вироблялися саме за цією схемою. Такий ствол не дозволяв використовувати великі заряди пороху через меншу міцність, проте у порівнянні зі сталевим він не піддавався корозії та розривам (бронза — м'який та гнучкий сплав), та найголовніше — він коштував дешевше.

## Участь у військових діях
8-см польова гармата М.5 активно застосовувалася австро-угорською армією у Першій світовій війні. Після розпаду Австро-Угорщини ці гармати застосовувалися арміями країн, що входили до складу імперії. Українська Галицька Армія початково активно використовувала більше 100 8-см польових гармат М.5 до вичерпання снарядів для них, після чого в лютому-квітні 1919 року артилерійські полки, озброєні М.5 були переведені на російські 76,2-мм польові гармати зразка 1902 року.
Польські збройні сили застосовували 8-см польову гармату М.5 проти українських захисників Львова вже з 7 листопада 1918 року і надалі активно використовували М.5 у українсько-польській та польсько-російській.війнах

## Порівняння з аналогами
Загалом австро-угорська 8-см польова гармата М.5 поступалася російському та французькому аналогам в балістиці, проте на практиці ці недоліки нівелювалися важкістю управління вогнем на дистанціях понад 5 км та більшою кількістю куль у шрапнельному снаряді (315 замість 260 у російської гармати зразка 1902 року).
| Держава, калібр та рік прийняття гармати на озброєння                 | Вага системи у бойовому положенні, кг | Вага системи у похідному положенні, кг | Вага снаряду, кг | Вага розривного заряду, кг | Кількість куль у шрапнелі | Початкова швидкість, м/с | Найбільша дальність, км | Ефективна дальність шрапнеллю, км | Кут підняття дула, градуси |
| --------------------------------------------------------------------- | ------------------------------------- | -------------------------------------- | ---------------- | -------------------------- | ------------------------- | ------------------------ | ----------------------- | --------------------------------- | -------------------------- |
| Російська 76-мм дивізіонна гармата зразка 1902 року                   | 1092                                  | 2017                                   | 6,5              | 0,78                       | 260                       | 588                      | 8,5                     | 6,2                               | -6 +16                     |
| Російська 76-мм гірська гармата зразка 1909 року                      | 624                                   | 1236                                   | 6,5              | 0,78                       | 260                       | 381                      | 7,0                     | 7,0                               | -10 +35                    |
| Французька 75-мм польова гармата зразка 1897 року                     | 1160                                  | 1885                                   | 7,25             | 0,84                       | 260                       | 530                      | 8,6                     | 6,7                               | -5 +14                     |
| Французька 65-мм гірська гармата зразка 1906 року                     | 390                                   | -                                      | 3,81             | 0,5                        | ?                         | 330                      | 5,0                     | 5,0                               | -9 +35                     |
| Германська 77-мм польова гармата зразка 1896 року (нової конструкції) | 1020                                  | 1910                                   | 6,85             | 0,2                        | 300                       | 465                      | 7,8                     | 5,3                               | -12 +16                    |
| Австро-Угорська 8-см польова гармата М.5                              | 1050                                  | 1940                                   | 6,68             | 0,22                       | 315                       | 509                      | 7,0                     | 6,3                               | -7,5 +18                   |
| Австро-угорська 7-см гірська гармата М.99                             | 315                                   | -                                      | 4,68             | 0,7                        | 216                       | 310                      | 4,8                     | 3,9                               | -10 +26                    |
| Британська 15-фунтова (BLC) 76,2-мм польова гармата                   | 1441                                  | ?                                      | 6,35             | ?                          | ?                         | 485                      | 5,26                    | ?                                 | -9 +16                     |
| Американська 3-дюймова польова гармата М1902                          | 1140                                  | ?                                      | 6,8              | ?                          | ?                         | 520                      | 7,8                     | 5,5                               | -5 +15                     |

Скорострільність всіх вищенаведених гармат досягала 10 і більше пострілів на хвилину за винятком Австро-угорської 7-см гірської гармати М.99 (1-2 постріли за хвилину через відсутність гальма відкочування).